# Lygaeus truculentus
Lygaeus truculentus är en insektsart som beskrevs av Carl Stål 1862. Lygaeus truculentus ingår i släktet Lygaeus och familjen fröskinnbaggar. Inga underarter finns listade i Catalogue of Life.